# MBS College of Crete
Das MBS College of Crete (griechisch Κολλέγιο Κρήτης MBS Kollégio Krítis MBS) ist eine griechische Privathochschule auf der Insel Kreta mit Sitz in Iraklio.
Die Hochschule wurde 1998 gegründet und startete zusammen mit der Nottingham Trent University Business School (NBS) erste Studienprogramme. 2005 erfolgte die Akkreditierung durch den British Accreditation Council. Mit der University of Salford wurden ab 2006 Masterprogramme angeboten, weitere Studienprogramme mit der Karls-Universität in Prag und der Glyndŵr University im britischen Wrexham folgten. Folgende Studienprogramme werden angeboten:
- Bachelor in Business
- Bachelor in Psychology
- Bachelor in Hospitality, Tourism & Event Management
- MBA in Business Administration
- ΜΒΑ in Marketing
- ΜΒΑ in Human Resource Management